# إليزابيث تود إدواردز
إليزابيث تود إدواردز (بالإنجليزية: Elizabeth Todd Edwards)‏ هي نجمة اجتماعية أمريكية، ولدت في 13 نوفمبر 1813 في ليكسينغتون في الولايات المتحدة، وتوفيت في 22 فبراير 1888.